# Poul Petersen (Badminton)
Poul Petersen (* um 1950) ist ein ehemaliger dänischer Badmintonspieler.

## Karriere
Poul Petersen gewann die All England 1970 im Doppel mit Tom Bacher. 1974 holte er sich bei der Europameisterschaft Silber im Doppel mit Svend Pri. Im selben Jahr siegten beide bei den Nordischen und den Dänischen Meisterschaften. 

## Sportliche Erfolge
| Saison    | Veranstaltung                   | Disziplin    | Platz | Name                                                      |
| --------- | ------------------------------- | ------------ | ----- | --------------------------------------------------------- |
| 1969      | Austrian International          | Herrendoppel | 1     | Tom Bacher / Poul Petersen                                |
| 1970      | All England                     | Herrendoppel | 1     | Tom Bacher / Poul Petersen                                |
| 1971/1972 | Dänemark: Einzelmeisterschaften | Herrendoppel | 1     | Poul Petersen, Østerbro BK / Per Walsøe, Gentofte BK      |
| 1972      | Nordische Meisterschaften       | Herrendoppel | 1     | Svend Pri / Poul Petersen                                 |
| 1972/1973 | Dänemark: Einzelmeisterschaften | Herrendoppel | 1     | Svend Pri, Amager BC / Poul Petersen, Østerbro BK         |
| 1973      | Swedish Open                    | Herrendoppel | 1     | Poul Petersen / Svend Pri                                 |
| 1973      | Austrian International          | Herrendoppel | 1     | Tom Bacher / Poul Petersen                                |
| 1973      | Austrian International          | Herreneinzel | 1     | Poul Petersen                                             |
| 1973/1974 | Dänemark: Einzelmeisterschaften | Herrendoppel | 1     | Svend Pri, Søllerød-Nærum IK / Poul Petersen, Østerbro BK |
| 1974      | Nordische Meisterschaften       | Herrendoppel | 1     | Svend Pri / Poul Petersen                                 |
| 1974      | Europameisterschaft             | Herrendoppel | 2     | Svend Pri / Poul Petersen                                 |